# NBA All-Star Game 1952
L'NBA All-Star Game 1952, svoltosi a Boston, vide la vittoria finale della Eastern Division sulla Western Division per 108 a 91.
Paul Arizin, dei Philadelphia Warriors, fu nominato MVP della partita.

## Squadre

### Western Division
| Western Division |                           |                        |
| Ruolo            | Giocatore                 | Squadra                |
| AP               | Leo Barnhorst             | Indianapolis Olympians |
| C                | George Mikan              | Minneapolis Lakers     |
| P                | Bob Davies                | Rochester Royals       |
| P                | Bobby Wanzer              | Rochester Royals       |
| G                | Frankie Brian             | Fort Wayne Pistons     |
| AG/C             | Vern Mikkelsen            | Minneapolis Lakers     |
| AP               | Dike Eddleman             | Tri-Cities Blackhawks  |
| AG/C             | Arnie Risen               | Rochester Royals       |
| G                | Paul Walther              | Indianapolis Olympians |
| AG/C             | Larry Foust (infortunato) | Fort Wayne Pistons     |
| All.             | John Kundla               | Minneapolis Lakers     |

### Eastern Division
| Eastern Division |                             |                       |
| Ruolo            | Giocatore                   | Squadra               |
| AP               | Paul Arizin                 | Philadelphia Warriors |
| AG/C             | Harry Gallatin              | New York Knicks       |
| AG/C             | Ed Macauley                 | Boston Celtics        |
| P                | Bob Cousy                   | Boston Celtics        |
| G                | Andy Phillip                | Philadelphia Warriors |
| AP               | Joe Fulks                   | Philadelphia Warriors |
| AG/C             | Red Rocha                   | Syracuse Nationals    |
| G/AP             | Max Zaslofsky               | New York Knicks       |
| G                | Dick McGuire                | New York Knicks       |
| G                | Fred Scolari                | Baltimore Bullets     |
| AG/C             | Dolph Schayes (infortunato) | Syracuse Nationals    |
| All.             | Al Cervi                    | Syracuse Nationals    |